# Andy White
Andy White (27 de julio de 1930 – 9 de noviembre de 2015) fue un baterista de estudio escocés de los años 50 y 60, conocido por haber tocado el primer sencillo de Los Beatles, «Love Me Do» y su lado B, «P.S. I Love You», en lugar de Ringo Starr. Grabó además con artistas tales como Billy Fury, Marlene Dietrich, Herman's Hermits y Tom Jones.

## Biografía
Andy White nació en Glasgow el 27 de julio de 1930. Se inició en la percusión a los doce años integrándose en una banda de gaitas y a los diecisiete ya era músico de sesión profesional, participando en numerosas grabaciones de swing y jazz tradicional durante los años 50 y comienzos de los 60. En 1958 formó su propia banda y viajó hasta Estados Unidos, donde trabajó con artistas como Chuck Berry, The Platters y Bill Haley & His Comets.
En septiembre de 1962, White recibió la llamada de Ron Richards, asistente del productor George Martin, requiriendo de sus servicios para una sesión de grabación de The Beatles en los EMI Studios de Abbey Road en Londres. La banda había grabado el tema "Love Me Do" en dos ocasiones: en una audición para EMI el 6 de junio de 1962 con Pete Best en la batería, siendo todavía miembro del grupo, y de nuevo el 4 de septiembre con Ringo Starr, que había remplazado a Best un mes antes. Martin había desaprobado la versión de Best y tampoco le agradaba la de Starr. El 11 de septiembre de 1962, Richards, que estaba a cargo de la sesión de grabación aquel día, convocó a la banda para grabar una tercera versión de "Love Me Do", esta vez con Andy White a la batería y Ringo a cargo de la pandereta. Ese mismo día también se grabó "P.S. I Love You", con White en los bongos y Starr con las maracas.
La versión de "Love Me Do" con Ringo Starr tocando la batería fue usada para los primeros sencillos que se pusieron a la venta en el Reino Unido, mientras que la versión con Andy White fue la que se publicó como sencillo en 1964 en Estados Unidos y la que se recogió en el álbum de 1963, Please Please Me, así como en la mayoría de álbumes recopilatorios que se publicaron posteriormente, quedando la versión de Starr como una rareza.
White intervino como músico de sesión en varias grabaciones de Herman's Hermits, así como en el exitoso sencillo de Tom Jones, "It's Not Unusual" y en la versión de "Shout" de la cantante británica Lulu. También trabajo con otros músicos y bandas como Rod Stewart, Anthony Newley, Bert Weedon o la BBC Scottish Radio Orchestra de Glasgow. A mediados de los años 60 acompañó a Marlene Dietrich en su gira por Estados Unidos, bajo la dirección musical de Burt Bacharach, y desde 1965 hasta su retirada en 1975 formó parte de la banda del pianista y compositor británico William Blezard.
En 1980 se trasladó a vivir a Caldwell (Nueva Jersey), donde se integró como percusionista en una banda de gaitas escocesas. White tocó de nuevo la batería en "P.S. I Love You" en 2008, en esta ocasión para una versión de la banda de rock estadounidense, the Smithereens.  
Andy White falleció en Caldwell (Nueva Jersey) debido a un derrame cerebral el 9 de noviembre de 2015.